# 青木博史
青木 博史（あおき ひろふみ、1970年 - ）は、日本の日本語学者。九州大学教授。

## 略歴
福岡県福岡市出身。1993年九州大学文学部国文科卒、1998年同大学院博士課程満期退学、1999年「語形成とヴォイス」で博士（文学）の学位を取得。1999年京都府立大学講師、2002年助教授、2007年准教授を経て、2009年九大文学部准教授。国立国語研究所客員教授。

## 著書
- 『語形成から見た日本語文法史』ひつじ書房 2010
- 『日本語歴史統語論序説』ひつじ書房 2016

### 共編
- 『日本語の構造変化と文法化』編 ひつじ書房 2007
- 『ガイドブック日本語文法史』高山善行共編 ひつじ書房 2010
- 『日本語文法の歴史と変化』編 くろしお出版 2011
- 『日本語文法史研究 1』高山善行,福田嘉一郎共編 ひつじ書房 2012
- 『日本語文法史研究 2』小柳智一,高山善行共編 ひつじ書房 2014
- 『日英語の文法化と構文化』秋元実治,前田満共編 ひつじ書房 2015
- 『日本語文法史研究 3』小柳智一, 高山善行共編 ひつじ書房 2016
- 『歴史語用論の方法』高田博行,小野寺典子共編 ひつじ書房 2018